# Albizzate

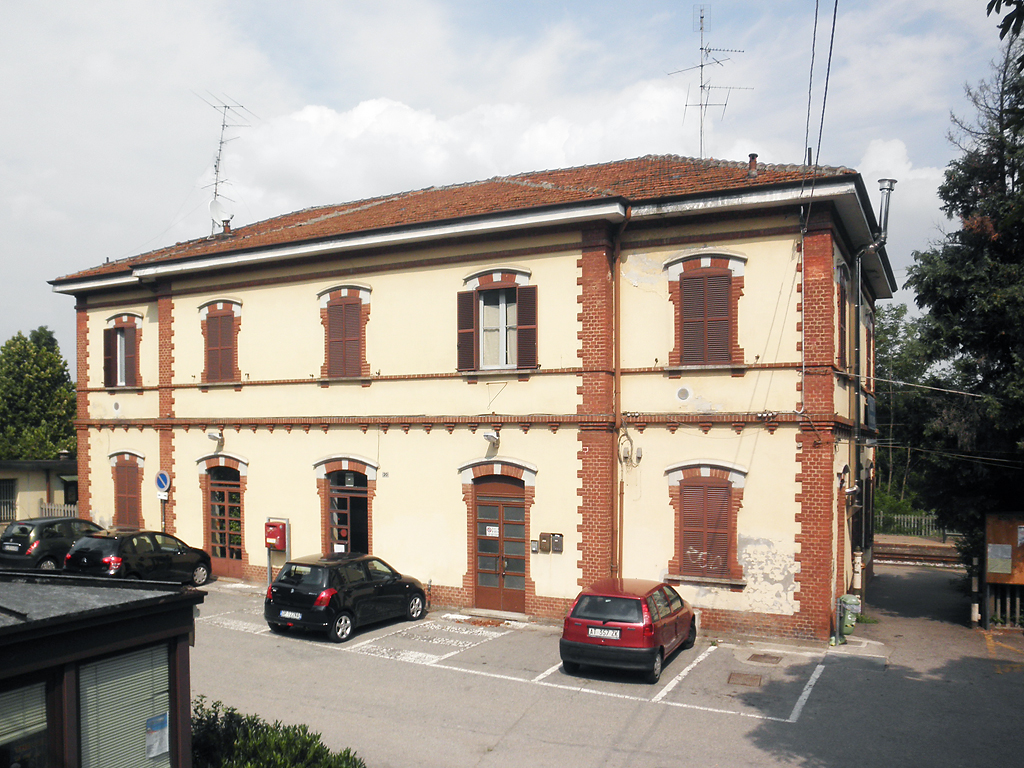
Bahnhof Albizzate-Solbiate Arno

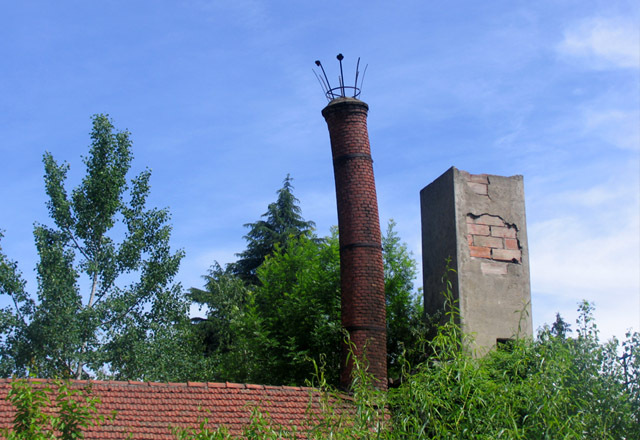
Kalchhofen(?)

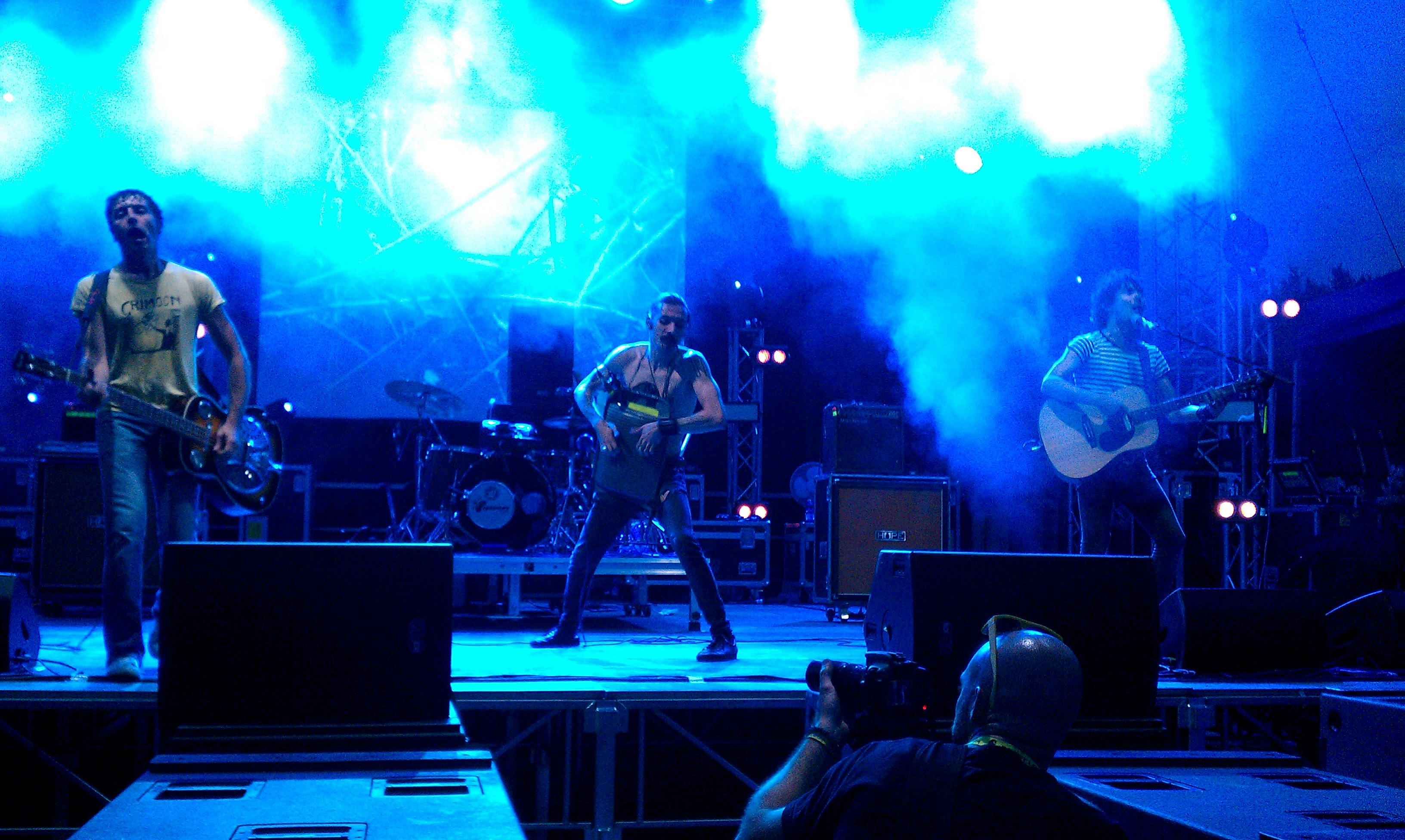
Albizzate Valley Festival

Albizzate ist eine italienische Gemeinde (comune) in der Provinz Varese in der Region Lombardei.

## Geographie
Die Gemeinde liegt etwa 10 Kilometer südsüdwestlich von Varese am Arno und bedeckt eine Fläche von 3,84 km². Zu Albizzate gehört die Fraktion Valdarno. Die Nachbargemeinden sind Caronno Varesino, Castronno, Jerago con Orago, Solbiate Arno und Sumirago.

## Bevölkerung
| Bevölkerungsentwicklung | Bevölkerungsentwicklung | Bevölkerungsentwicklung | Bevölkerungsentwicklung | Bevölkerungsentwicklung | Bevölkerungsentwicklung | Bevölkerungsentwicklung | Bevölkerungsentwicklung | Bevölkerungsentwicklung | Bevölkerungsentwicklung | Bevölkerungsentwicklung | Bevölkerungsentwicklung | Bevölkerungsentwicklung | Bevölkerungsentwicklung |
| ----------------------- | ----------------------- | ----------------------- | ----------------------- | ----------------------- | ----------------------- | ----------------------- | ----------------------- | ----------------------- | ----------------------- | ----------------------- | ----------------------- | ----------------------- | ----------------------- |
| Jahr                    | 1861                    | 1871                    | 1881                    | 1901                    | 1921                    | 1931                    | 1951                    | 1971                    | 1991                    | 2001                    | 2011                    | 2021                    |                         |
| Einwohner               | 1135                    | 1273                    | 1387                    | 1310                    | 1602                    | 1912                    | 2534                    | 4625                    | 5077                    | 4919                    | 5292                    | 5217                    |                         |

## Verkehr
Durch die Gemeinde führt die Autostrada A8 von Mailand nach Varese. Gemeinsam mit der Nachbargemeinde Solbiate Arno besteht ein Bahnhof an der Bahnstrecke Gallarate–Varese.

## Sehenswürdigkeiten
- Pfarrkirche Sant’Alessandro Martire (Hl. Alexander der Märtyrer)
- Wallfahrtskirche Purificazione della Beata Vergine (Mariä Reinigung) im Ortsteil Valdarno
- Palazzo Archinti
- Villa Taverna (Cà Taverna), das Gemeindehaus
- Schloss der Visconti, eine Festungsanlage, die im 17. Jahrhundert zur barocken Villa ausgebaut wurde,[2][3] mit zugehörigem Oratorio dei Santi Giovanni Battista e Ludovico di Tolosa (Oratorium Hll. Johannes der Täufer und Ludwig von Toulouse, auch Oratorio visconteo – Visconti-Oratorium genannt) aus dem späten 14. Jahrhundert. In dem kleinen, äußerlich unscheinbaren Saalbau mit kreissegmentförmiger Apsis blieb ein umfangreicher Freskenzyklus von lombardischen Malern aus der Bauzeit erhalten. An den Langhauswänden Szenen aus dem Leben Johannes des Täufers bzw. aus dem Leben des hl. Ludwig von Toulouse. Am Chorbogen zwei Medaillonbilder mit Propheten, darunter Wappen. In der Apsis Majestas Domini, darunter die zwölf Apostel.[4][5][6]

Die Fresken an der linken Wand des Saals stellen Szenen aus dem Leben des Heiligen Johannes des Täufers dar. Von rechts (Apsis) nach links (Eingang) und von oben nach unten sind die folgenden Fresken zu sehen:
- Erstes Band:
  - Erscheinung des Erzengels Gabriel und Zacharias
  - Heimsuchung der seligen Jungfrau Maria
  - Geburt des Heiligen Johannes
  - Der stumme Zacharias schreibt den Namen auf, den das ungeborene Kind erhalten soll
  - Präsentation von Johannes im Tempel
  - Johannes in der Wüste
  - Der Täufer predigt zu den Menschenmassen
  - Taufe der Menschenmassen
  - Johannes tauft Jesus
- Zweiter Band:
  - Die Zurechtweisung des Täufers gegenüber Herodes und Herodias
  - Johannes wird im Gefängnis von zwei Jüngern besucht
  - Jesus predigt zu den Menschenmassen
  - Enthauptung und Übergabe des Kopfes des Heiligen Johannes an Herodes
  - Salome bietet ihrer Mutter den Kopf des Johannes an
  - Beerdigung des Heiligen Johannes durch die Jünger
  - Herodias vergräbt den Kopf des Heiligen Johannes
  - Die Verbreitung  der Gebeine des Heiligen Johannes
- Drittes Band:
  - Einäscherung der Gebeine des Heiligen Johannes
  - Mönche finden die Gebeine des Heiligen Johannes
  - Die Mönche übergeben die Gebeine des Heiligen Johannes an Philipp, den Bischof von Jerusalem.
  - Der heilige Johannes erscheint auf wundersame Weise zwei Mönchen und offenbart ihnen den Ort, an dem sein Kopf versteckt ist
  - Die Mönche gehen zur Burg des Herodes
  - Fund des Kopfes des Heiligen Johannes
  - Übergabe des Hauptes des Heiligen Johannes an einen Bischof

## Veranstaltungen
- Albizzate Valley Festival[7]

## Persönlichkeit
- Giuseppe Bigogno (1909–1977), Fußballspieler und -trainer